# Патракова
Патракова — деревня в Юргамышском районе Курганской области. Входит в состав Чинеевского сельсовета.

## История
До 1917 года в составе Чинеевской волости Курганского уезда Тобольской губернии. По данным на 1926 год состояла из 32 хозяйств. В административном отношении входила в состав Чинеевского сельсовета Юргамышского района Курганского округа Уральской области.

## Население
| 1989 | 2002 | 2010 |
| ---- | ---- | ---- |
| 32   | ↘28  | ↘16  |

По данным переписи 1926 года в деревне проживало 187 человек (108 мужчин и 79 женщин), в том числе: русские составляли 100 % населения.